# Kuldīga
Kuldīga (njemački: Goldingen) je grad od 9940 stanovnika u Kurlandskoj regiji, na zapadu Latvije.
Godine 2007. Stari grad Kuldīge (povijesno središte grada) dobio je titulu najbolje europske ruralne destinacije,
a 2008. uvršten je u krug europske baštine. Konačno je 2023. upisan na UNESCO-ov popis mjesta svjetske baštine u Europi kao „iznimno dobro očuvan primjer tradicionalnog urbanog naselja koje se od malog srednjovjekovnog zaseoka razvilo u važno administrativno središte Vojvodstva Kurlandije i Semigalije između 16. i 18. st.”.

## Zemljopis
Kuldīga leži duž rijeka Vente i Alekšupīte, udaljena 55 km od Jelgave i 90 km od prijestolnice Rige.
Ventski vodopad (Ventas rumba) na rubu grada su najširi slapovi u Europi, širine od 249 m (tijekom poplava i do 275 m). U proljeće se može promatrati kako ribe skaču uz rub, zbog čega je Kuldīga nekoć bila poznata kao „mjesto gdje love losose u zraku”.  Slap na Alekšupīteu visok 4,2 metra najviši je u Latviji.

## Povijest
U vrijeme povijesne Kurlandije tu se nalazilo srce plemenskog saveza Kurša - Bandava. Gradina Veckuldīga, koja se nalazi pored današnjeg grada na lijevoj obali rijeke Vente, bila je najveća kurška fortifikacija. Tijekom 9. st. uz nju je izraslo naselje. 
U prvoj polovici 13. st. područje Kurša napali su vitezovi Livonskog bratstva mača i spalili gradinu, ali su naselje ostavili.
Kako bi učvrstili svoju poziciju, vitezovi su počeli graditi kamene utvrde. Jedna od njih izgrađena je na obali rijeke Vente nasuprot slapa Ventas Rumba. 
Izgradnja je počela 1242., i to je godina kada se naselje prvi put spominje u službenim dokumentima i to kao Goldingen
Početkom 14. st. uz utvrdu je izrastao grad, koji je 1368. postao član Hanzeatske lige. Između 1596. - 1616. Kuldīga je bila prijestolnica povijesne Kneževine Kurlandije i Semigalije.
Za vladavine kneza Jakoba Kettlera (1642.-1682.) kneževina Kurlandija i Semigalija, a time i grad od tada poznat kao Kuldīga, su doživjeli procvat. Međunarodna orijentacija Vojvodstva dovela je do sve većeg broja stranih trgovaca i obrtnika koji su se doselili u Kuldīgu, a koji su ostavili svoj trag na arhitektonskom jeziku i građevinskom uređenju regije. Arhitektonski utjecaji i obrtničke tradicije uvedene tijekom razdoblja Vojvodstva zadržale su se do 19. stoljeća.
U vrijeme Velikog sjevernog rata 1702. švedska vojska je opljačkala i razorila utvrdu koja je od tada napuštena. Tako da je danas najstarija građevina Crkva sv. Katarine podignuta 1252. god. (obnovljena u 18. st. s baroknim drvenim rezbarijama na oltaru).
Kuldīga se počela brže razvijati za Ruskog Carstva kad je 1874. izgrađen cigleni most preko rijeke Vente koji povezuje Kuldīgu s istokom, te 1878. podignuta tvornica šibica “Vulkāns”. Uz nju je niklo i puno malih poduzeća koja su proizvodila igle, cigarete, sapun, votku, likere i mineralnu vodu.
Tijekom Drugog svjetskog rata grad je bio pod sovjetskom okupacijom od 1940., a zatim pod njemačkom okupacijom od 1941. do 1944. god. Za razliku od drugih gradova u baltičkoj regiji, Kuldīga je preživjela uglavnom neoštećena, a moderni urbani razvoj uglavnom je proveden daleko izvan njezina povijesnog središta. 

## Stanovništvo
| Stanovništvo Kuldīge 1798.–2024.        | Stanovništvo Kuldīge 1798.–2024. | Stanovništvo Kuldīge 1798.–2024. | Stanovništvo Kuldīge 1798.–2024. | Stanovništvo Kuldīge 1798.–2024. |
| --------------------------------------- | -------------------------------- | -------------------------------- | -------------------------------- | -------------------------------- |
| Godina                                  |                                  |                                  | Broj stanovnika                  |                                  |
| 1797.                                   | 1797.                            |                                  | 1.368                            | 1.368                            |
| 1798.                                   | 1798.                            |                                  | 1.352                            | 1.352                            |
| 1840.                                   | 1840.                            |                                  | 4.100                            | 4.100                            |
| 1856.                                   | 1856.                            |                                  | 4.818                            | 4.818                            |
| 1881.                                   | 1881.                            |                                  | 8.055                            | 8.055                            |
| 1897.                                   | 1897.                            |                                  | 9.720                            | 9.720                            |
| 1913.                                   | 1913.                            |                                  | 11.700                           | 11.700                           |
| 1920.                                   | 1920.                            |                                  | 4.924                            | 4.924                            |
| 1925.                                   | 1925.                            |                                  | 6.912                            | 6.912                            |
| 1935.                                   | 1935.                            |                                  | 7.180                            | 7.180                            |
| 1939.                                   | 1939.                            |                                  | 6.100                            | 6.100                            |
| 1943.                                   | 1943.                            |                                  | 6.082                            | 6.082                            |
| 1959.                                   | 1959.                            |                                  | 10.480                           | 10.480                           |
| 1970.                                   | 1970.                            |                                  | 12.320                           | 12.320                           |
| 1979.                                   | 1979.                            |                                  | 13.980                           | 13.980                           |
| 1989.                                   | 1989.                            |                                  | 14.232                           | 14.232                           |
| 2000.                                   | 2000.                            |                                  | 13.678                           | 13.678                           |
| 2011.                                   | 2011.                            |                                  | 11.761                           | 11.761                           |
| 2021.                                   | 2021.                            |                                  | 10.109                           | 10.109                           |
| 2024.                                   | 2024.                            |                                  | 9.940                            | 9.940                            |
| Izvori: Kuldiga.lv, pop-stat.mashke.org |                                  |                                  |                                  |                                  |

## Znamenitosti
Stari grad Kuldiga je 2023. god. proglašen za UNESCO-ovu svjetsku baštinu. Naime, urbana struktura Kuldīge uvelike je zadržala raspored ulica nastalih između 16. i 18. stoljeća i uključuje tradicionalnu arhitekturu brvnara, kao i stilove pod utjecajem stranih zemalja koji ilustriraju bogatu razmjenu između lokalnih i putujućih obrtnika iz cijelog Baltika. 
Raskrižje rijeka ključni je element gradske strukture, doprinoseći njegovom slikovitom karakteru. Rijeka Alekšupīte teče izravno uz zidove mnogih zgrada, zbog čega se Kuldīga naziva „Latvijskom Venecijom”. Srednjovjekovno područje Kalnamiestsa, smješteno na brdu, jasno se ističe u gradskom krajoliku zbog svog ovalnog oblika.
Liepājas ulica je pješačka ulica s nekoliko zgrada iz 17. do 20. stoljeća, zanimljivim vratima i posebnim prozorima. Obrtničke vještine istaknute su u funkcionalnim i ukrasnim detaljima zgrada diljem grada i obrtnici ih i danas koriste. Prevladavanje glinenih crijepova kao krovnog materijala doprinosi skladnom gradskom krajoliku Kuldīge.
Ventski vodopad (Ventas rumba), prirodno formirani slap širine 240 metara, povezan je s brojnim legendama i povijesnim događajima.
- Slapovi Vente
- Stari grad sa Crkve sv. Katarine
- Luteranska crkva sv. Katarine (Katrinas)
- Baptistička crkva
- Bivša sinagoga, sada knjižnica
- Katolička Crkva sv. Trojstva
- Bivša vojvodina ljekarna
- Ulica u starom gradu Kuldīge
- Liepajska ulica u Starom gradu
- Stara arhitektura s gradskom vijećnicom u pozadini
- Gradska vijećnica
- Ulica Baznīcas 20, zgrada u kojoj je živio Juris Bārs
- Turistički informativni centar u Kuldīgi
- Cigleni most preko rijeke Vente

## Gospodarstvo
Kuldīga je danas grad tekstilne i drvne industrije i poznato lječilište.

## Zbratimljeni gradovi
Kuldīga ima ugovore o pobratimstvu sa slijedećim gradovima:
- Geesthacht  Njemačka
- Mcheta  Gruzija
- Drøbak  Norveška

## Vanjske poveznice
|  | Zajednički poslužitelj ima još gradiva o temi Kuldīga |

- Kuldīga  Arhivirana inačica izvorne stranice od 22. siječnja 2021. (Wayback Machine) (engl.)
- Kuldīga (Goldingen) UNESCO (engl.)